# Nola Ishmael
Nola Ishmael (n. 1943) es una enfermera de Barbados que se convirtió en la primera directora de enfermería negra o de una minoría étnica en Londres.
Fue nombrada como miembro de la Orden del Imperio Británico en la lista de honores del año 2000.
Un retrato de Ismael, una fotografía de 2006 de Julia Fullerton-Batten, se conserva en la National Portrait Gallery.